# Chamorra
Chamorra é um sítio povoado da freguesia de Santo António do Funchal, concelho do Funchal, Ilha da Madeira.
O nome do sítio deriva de uma antiga família de povoadores, os Chamorros, que aí tinha propriedades.